# Real Sporting de Gijón
Real Sporting de Gijón je španjolski nogometni klub iz Gijóna, Asturija. Osnovan je 1. lipnja 1905., a trenutačno igraju u drugoj ligi, Segundi División. Poznati su po nadimku Rojiblancos što znači crveni i bijeli, a od tih se boja sastoji njihov dres. Igraju na stadionu El Molinón, koji je najstariji nogometni stadion u Španjolskoj. U uporabi je od 1908., te se nalazi na mjestu starog vodenog mlina, otuda i ime stadiona, od španjolske riječi za "veliki mlin".

## Statistika
- 42 sezone u Primera División (La Liga)
  - Primera División drugoplasirani, 1979.
  - Copa del Rey finalisti, 1981. i 1982.
- 42 sezone u Segundi División (Liga BBVA)

## Klupske boje i grb
Klupske boje su, crvena i bijela, koje su izabrane od boja Gijónove zastave. 
Od 1931. do 1936., za vrijeme Druge španjolske republike, vrh grba Sportinga zamijenjen je krunom.

## Posljednje sezone
| Sezona      |    | Poz. | Sus. | P  | R  | I  | GD | GP | Bod | Španjolski kup | Bilješke  |
| ----------- | -- | ---- | ---- | -- | -- | -- | -- | -- | --- | -------------- | --------- |
| 1997.-1998. | 1D | 20   | 38   | 2  | 7  | 29 | 31 | 80 | 13  |                | Ispadanje |
| 1998.-1999. | 2D | 9    | 42   | 16 | 11 | 15 | 47 | 47 | 59  |                |           |
| 1999.-2000. | 2D | 9    | 42   | 17 | 9  | 16 | 54 | 48 | 60  |                |           |
| 2000.-2001. | 2D | 7    | 42   | 17 | 13 | 12 | 55 | 49 | 63  |                |           |
| 2001.-2002. | 2D | 6    | 42   | 17 | 13 | 12 | 47 | 57 | 64  |                |           |
| 2002.-2003. | 2D | 10   | 42   | 11 | 20 | 11 | 44 | 41 | 53  |                |           |
| 2003.-2004. | 2D | 5    | 42   | 20 | 10 | 12 | 58 | 40 | 70  |                |           |
| 2004.-2005. | 2D | 9    | 42   | 15 | 12 | 15 | 41 | 39 | 57  |                |           |
| 2005.-2006. | 2D | 9    | 42   | 13 | 17 | 12 | 41 | 34 | 56  |                |           |
| 2006.-2007. | 2D | 14   | 42   | 16 | 8  | 18 | 53 | 53 | 56  |                |           |
| 2007.-2008. | 2D | 3rd  | 42   | 20 | 12 | 10 | 61 | 40 | 72  |                | Promocija |

## Poznati igrači
| - Germán Rivarola - Patricio Graff - Cristian Díaz - Leo Biagini - Pablo Calandria - Enzo Ferrero - Óscar Ferrero - Víctor Doria - Jorge Rinaldi - Hugo Pérez - Roberto Trotta - Ricardo Rezza - Jorge Ferrer - Darío Scotto - Luis Cristaldo - Georgi Iordanov - Edwin Congo - Rónald Gómez | - Mario Stanić - Daniel Šarić - Mate Bilić - Milan Luhový - Laurie Cunningham - Takis Gonias - Kevin Moran - Manuel Negrete - Luis Flores - Vladimir Popović - Kamatcho - Rashidi Yekini - Cezary Kucharski - Fernando Gomes - Marcel Sabou - Igor Lediakhov - Yuri Nikiforov - Dmitry Cheryshev | - Aleksei Kosolapov - Dušan Savić - Vladimir Vermezović - Dragoje Leković - Igor Tasevski - Manuel Meana - Fernando Villaverde - Jesús Castro - Quini - Ablanedo I - Ablanedo II - Antonio Maceda - Cundi - Joaquín - Abelardo Fernández - Luis Enrique - Eloy Olaya - Javier Manjarín | - Marcelino Elena - Ciriaco Cano - Felipe Miñambres - Marcelino - Ricardo Bango - Marcos Vales - Thomas Christiansen - Julio Salinas - David Villa - Pablo Álvarez - Vicente Iborra - Manuel Badenes - Juan Muñiz - Andrés Lerín - Joakim Nilsson - Wilmar Cabrera - Alex Pereira |

## Poznati treneri
- Joan Josep Nogués, 1952. – 54 .
- José Manuel Díaz Novoa
- Vicente Miera
- Vujadin Boškov, 1983. – 84.
- Mariano García Remón
- Bert Jacobs
- Aad de Mos

## Vanjske poveznice
- Službena stranica
- Futbolme.com - profil momčadi (šp.)
- Vijest iz The Guardiana o Sportingovom povratku u Španjolsku Prvu diviziju